# Dondersia incali
Dondersia incali is een Solenogastressoort uit de familie van de Dondersiidae. De wetenschappelijke naam van de soort is voor het eerst geldig gepubliceerd in 1999 door Scheltema.